# Tetrasarus callistus
Tetrasarus callistus är en skalbaggsart som beskrevs av Bates 1880. Tetrasarus callistus ingår i släktet Tetrasarus och familjen långhorningar.
Artens utbredningsområde är Guatemala. Inga underarter finns listade i Catalogue of Life.